# Beambot
Beambot je robot poháněný ekologicky vyrobenou energií například ze solární energie, vodíku, nebo galvanického článku. Název beambot pochází z anglického slova BEAM
- Biology (biologie) – beamboti vycházejí z poznatku evoluce
- Electronics (elektronické obvody) – elektronické obvody v beamu
- Aesthetics (estetika) – u beambota přece jen záleží na jeho vzhledu (jednoduchost a neobvyklost)
- Mechanics (mechanika) – mechanická stránka beambota

Beamboty vyrábí mnoho lidi po celém světě, slouží hlavně k pobavení. Výhodou beambotů je, že jejich stavba nevyžaduje moc času (za jeden den jsou hotoví) ani zkušeností (beambota lze postavit jen ze solárního článku a motoru).

## Mechanismus a principy
Pravidla, která jsou používána (a v různých stupních aplikovaná): 
1. Užití co nejmenšího počtu elektronických součástek ("keep it simple")
2. Recyklace a opětovné použití součástek (technoscrap)
3. Užití zdroje zářivé energie (například sluneční energie - Fotovoltaický článek)

Existuje velké množství BEAMbotů navržených k využívání solární energie z malých solárních článků jako zdroje energie k pohonu robota. Vytvářejí tak autonomní roboty pracující za rozdílných slunečních podmínek. "Solar Engine" obvody, H-bridge obvody (obvody pro kontrolu motorů), dotekové senzory, design, and další konstrukce robotů byly zdokumentovány a sdíleny skrze BEAM communitu.

## BEAM roboti
Jsou založeni na "reaction-based" chování, BEAM roboti se snaží kopírovat charakteristické rysy a chování živých organismů.

### Spory o výklad jména
Není shoda v tom, co zkratkové slovo BEAM ve skutečnosti znamená. Nejčastější výklad je Biology, Electronics, Aesthetics, Mechanics. Ale existují i jiné, alternativní výklady, například:
- Biotechnology Ethology Analogy Morphology
- Building Evolution Anarchy Modularity

### Typy
Existují rozdílné druhy "-trope" BEAMbotů, kteří se snaží dosáhnout specifických cílů. Ze sérií, převládají nejvíce phototropes, kde je hledání světla (zdroje energie) nejprospěšnějším.
- "Audiotropes" reaguje na zdroj zvuků.
  - Audiophiles se pohybují za zdrojem zvuků.
  - Audiophobes se pohybují od zdroje zvuků.
- "Phototropes" ("light-seekers") reaguje na zdroje světla.
  - Photophiles (také Photovores) se pohybují za zdrojem světla.
  - Photophobes se pohybují od zdroje světla.
- "Radiotropes" reaguje na zdroje radiových vln.
  - Radiophiles se pohybují za zdrojem radiových vln.
  - Radiophobes se pohybují od zdroje radiových vln.
- "Thermotropes" reaguje na tepelné zdroje.
  - Thermophiles se pohybují za tepelným zdrojem.
  - Thermophobes se pohybují od tepelného zdroje.

### Rozdělení
BEAMboti konají různé pohyby a mají rozdílné mechanismy. Podle nich se dělí do různých kategorií:
- Sedič (Sitter): Nepohybující se roboti, pouze sedí a kupříkladu bliká.
  - Beacons: Vysílá signály (nejčastěji navigační) pro jiné beamboty.
  - Pummers: Nehýbe se, pouze zobrazuje "světelnou show".
- Kroutič (Squirmers): Sedící robot, provádějící zajímavou činnost(obvykle hýbe končetinami nebo se jinak kroutí).
  - Magbots: Zužitkovává magnetické pole pro vytvoření animací, pohybů.
  - Flagwavers: Pohybuje s vlajkou nebo předmětem kolem určitého místa.
  - Heads: Robot sedící na místě a pohybující pouze částí těla za světlem, zvukem,... může blikat nebo vydávat zvuky. (Nejpopulárnější beamboti, ale většinou jsou integrováni do jiných větších robotů).
  - Vibrators: Malincí roboti využívající miniaturní vibrační motorky a poskakování, třesení a poskakování.
- Klouzač (Sliders): Robot se pohybuje klouzáním těla po zemi celým tělem jako had a zachovává kontakt s povrchem.
  - Snakes: Využívá vodorovného vlnění s pohybu..
  - Earthworms: Využívá smyčky k pohybu (jako píďalky).
- Plížič (Crawlers): Pohybuje se díky převalování části těla nebo díky končetinám, které se při pohybu zvedají ze země, tudíž po ní nekloužou jako v případě klouzače.
  - Turbots: Roboti uzavření v kouli kterou využívají k pohybu.
  - Inchworms: Pohybují část svého těla kupředu jakmile se jiná část dotýká země..
  - Tracked robots: Využívá pásů jako tank.
- Skákač (Jumpers): Beambot, který se přemisťuje skákáním a hopsáním.
  - Vibrobots: Produkují silné vibrace pomocí kterých se pohybují po zemi..
  - Springbots: Pohybují se kupředu nesouměrným živým a nevyzpytatelným způsobem.
- Valič (Rollers): Valí se po zemi buď celým tělem, nebo jeho částí.
  - Symets: Symetrický kruhový robot pohybující se díky zapření jedné částí o zem (většinou kondenzátor). Těžko popsatelné.
  - Solarrollers: Solárně poháněná autíčka s stejnosměrným motorem. Snaží se dosáhnout maximálních rychlostí při minimálním osvětlení. Pořádají se s nimi i závody.
  - Poppers: Používá dva motory poháněné solar engines; a senzory pro zjištění směru. (mohou doslova hrát fotbal).
  - Miniballs: Používají svoje mohutné tělo v podobě kruhu k pohybu.
- Chodič (Walkers): Robots se pohybuje pomocí skutečných končetin se střídavým kontaktem se zemí.
  - Motor Driven: Používá motor pro pohyb (Typicky 3 a více).
  - Muscle Wire Driven: Zužitkovává Nitinol (nickel – titanium alloy) titanové slitiny k vedení noh.
- Plavač (Swimmers): Robot je schopný plavat na hladině nebo pod hladinou (obvykle voda).
  - Boatbots: Operuje na hladině tekutin.
  - Subbots: Operuje pod hladinou tekutin.
- Létač (Fliers): Dokáže se udržet ve vzduchu, nezáleží na tom, jak dlouho.
  - Helicopters: Využívá rotorů k udržení ve vzduchu, k létání.
  - Planes: Využívá lehkých pevných křídel k vytvoření vztlaku popř. k vlastnímu nadzvednutí.
  - Blimps: Zvedá lehký balón.
- Lezič (Climbers): Leze po laně či po drátě, ať už nahoru či dolů.

## Aplikace a aktuální pokrok
V poslední době se díky vývoji mikroprocesorů nabízí možnost nahrazení "hardvaroveho programování" jednoduchými programovatelnými mikročipy. Jako jsou například obvody PIC, PICaxe, atd.
Autonomní roboti jsou dobrou příležitostí pro další výzkum a rozvoj v oblasti neuronových sítí a genetických algoritmů. Jež by těmto malým robotům umožnily nabývat složitějších vzorců chování. A přiblížit se tak více k chování jednoduchých forem života.
Stavba BEAMbota může pomoci s pochopení a prohloubením znalostí v rozličných technických oborech. Jakož to startovní bod k složitějším aplikacím strojírenství, elektrotechniky, robotiky, kybernetiky, programování aj.